# Ballin (Lindetal)
Ballin ist ein Ortsteil der Gemeinde Lindetal im Landkreis Mecklenburgische Seenplatte in Mecklenburg-Vorpommern.

## Geografie
Der Ort liegt 16 Kilometer südöstlich von Neubrandenburg. Zur Gemarkung Ballin zählt eine Fläche von 809 Hektar. Die Nachbarorte sind Leppin, Köllershof und Plath im Nordosten, Oltschlott im Osten, Hinrichshagen und Rehberg im Südosten, Bredenfelde im Süden, Loitz im Südwesten, Teschendorf im Westen sowie Rosenhagen im Nordwesten.

## Geschichte
Ballin wurde 1306 erstmals genannt (Ort des Bala). Die Feldsteinkirche stammt aus der zweiten Hälfte des 13. Jahrhunderts mit einer Inneneinrichtung vom 18. Jahrhundert. Das barockisierende Gutshaus entstand nach 1900.

## Sehenswürdigkeiten
- Herrenhaus Ballin[5]

→ Siehe auch Liste der Baudenkmale in Lindetal